# Baro Ujong Rimba
Baro Ujong Rimba is een bestuurslaag in het regentschap Pidie van de provincie Atjeh, Indonesië. Baro Ujong Rimba telt 295 inwoners (volkstelling 2010).